# Mycetina apicalis
Mycetina apicalis is een keversoort uit de familie zwamkevers (Endomychidae). De wetenschappelijke naam van de soort werd in 1835 gepubliceerd door Victor Ivanovitsch Motschulsky.